# Ischasia viridithorax
Ischasia viridithorax là một loài bọ cánh cứng trong họ Cerambycidae.